# Pop! Remixed
Albums de Erasure
Live at the Royal Albert Hall (DVD)
(2008) Total Pop! The First 40 Hits
(2009)
Pop! Remixed est le titre d'un album du groupe britannique Erasure sorti le 9 février 2009 au Royaume-Uni. Constitué d'anciens singles nouvellement remixés, ce disque venait en appui promotionnel de la compilation Total Pop! The First 40 Hits (dont la parution intervint deux semaines plus tard), notamment afin de proposer des versions modernisées de quelques chansons et générer ainsi un buzz auprès des radios britanniques et allemandes. Ce disque fut commercialisé simultanément aux envois aux radios de ces deux pays.
Tous les remixs figurant sur ce disque ayant été réalisés en 2008, Pop! Remixed ne doit donc pas être considéré comme une compilation de remixs antérieurs. La seule exception est le remix de la chanson "Freedom" (le "Strumapella Remix" de Mark Pichiotti) qui était une version promotionnelle inédite réalisée en 2000 n'ayant jamais été commercialisée avec les autres remixs du single "Freedom".
Les remixs réalisés à l'époque des parutions initiales des chansons de Pop! Remixed et de Total Pop! The First 40 Hits restent disponibles sur les singles concernés, ainsi que sur les quatre coffrets de singles (EBX 1, 2, 3 et 4) pour les singles parus entre 1985 et 1992.
Au regard des charts britanniques, ce disque ne fut pas pris en compte, étant trop long pour être considéré comme un single et ne comportant pas suffisamment de titres pour l'être en tant qu'album. Il existe également en version téléchargeable globalement, téléchargement par paquets de 4 titres (single) et en téléchargement par chanson individuelle.
Durant les mois de février et mars 2010, la chanson Always connut un brusque regain de popularité sur internet en servant de trame musicale au jeu vidéo gratuit en ligne Robot Unicorn Attack, sorti en février 2010. La version d'Always utilisée dans ce jeu est le "2009 Mix" que l'on trouve en 1re plage de cet album de remixes, ainsi qu'en toute dernière plage de la compilation Total Pop! The First 40 Hits.

## Détail des plages
| 1.  | Always (2009 Mix)                                         | 4:02 |
| 2.  | Victim Of Love (Komputer Mix)                             | 6:22 |
| 3.  | Freedom (Mark Pichiotti Strumapella Remix)                | 8:11 |
| 4.  | Drama! (Andy Bell And JC Remix)                           | 8:41 |
| 5.  | A Little Respect (Avantara Remix)                         | 6:57 |
| 6.  | Fingers & Thumbs (Cold Summer's Day) (SoundFactory Remix) | 9:45 |
| 7.  | Ship Of Fools (Soil In The Synth Remix)                   | 5:35 |
| 8.  | Always (Manhattan Clique Remix)                           | 7:02 |
| 9.  | Chorus (Electronic Periodic Remix)                        | 6:09 |
| 10. | Stop! (Vince Clarke Sync 82 Remix)                        | 6:07 |

| 1.  | Always (2009 Mix)                                            | 4:02 |
| 2.  | Victim Of Love (Komputer Mix)                                | 6:22 |
| 3.  | Freedom (Mark Pichiotti Strumapella Remix)                   | 8:11 |
| 4.  | Drama ! (Andy Bell And JC Remix)                             | 8:41 |
| 5.  | A Little Respect (Avantara Remix)                            | 6:57 |
| 6.  | Fingers And Thumbs (Cold Summer's Day) (Sound Factory Remix) | 9:45 |
| 7.  | Ship Of Fools (Soil In The Synth Remix)                      | 5:35 |
| 8.  | Always (Manhattan Clique Remix)                              | 7:02 |
| 9.  | Chorus (Electronic Periodic Remix)                           | 6:09 |
| 10. | Stop! (Vince Clarke Sync 82 Remix)                           | 6:07 |
| 11. | Drama! (Dogmatix Dramatical Dub)                             | 6:39 |